# 恩德尼希

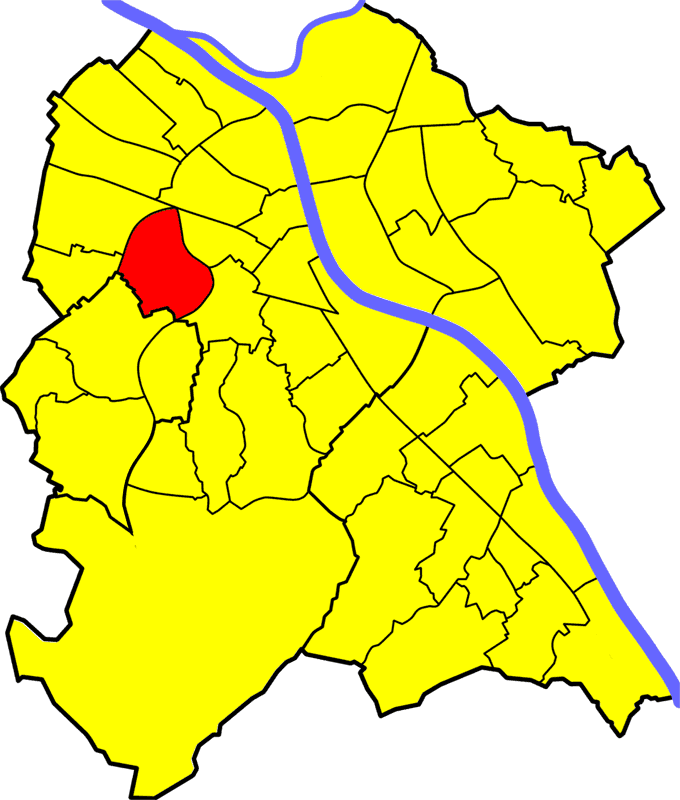
恩德尼希在波恩的位置

恩德尼希（德語：Endenich）从1904年开始成为德国波恩市波恩区的次区。
恩德尼希从8世纪开始建镇，804年首次有文献记载：“Villa quae vocatur Antiche”（该地一开始称为Antiche）。
今天的恩德尼希有约12000人口。
恩德尼希被市区的其他部分环绕：杜伊斯多夫（Duisdorf）、德兰斯多夫（Dransdorf）、伦斯多夫（Lengsdorf）、莱瑟尼希（Lessenich）和波珀尔斯多夫（Poppelsdorf）。恩德尼希有它自己的“文化一条街”（Kulturmeile）。另外小有名气的爱尔兰酒吧 The Fiddlers 和剧院 Springmaus 也在恩德尼希。该地区环境安静，背靠一片大草场，治安良好，居民以德国老人居多。

## 比尔·毛克里奇
波恩是众多戏剧演员的聚集地，其中包括比尔·毛克里奇（Bill Mockridge），这都与享有国际知名度的即兴剧场Springmaus有关。Springmaus建于1986年，对德国戏剧界影响甚大。Springhaus的开创人和拥有者就是加拿大演员、导演、制作人、独立戏剧演员比尔·毛克里奇。他目前和妻子玛琪·金斯基（Margie Kinsky）带着6个孩子住在波恩。玛琪·金斯基即是一名Springhaus即兴剧场的演员。
比尔·毛克里奇的6个孩子亦常常参与剧院的活动。尼克·毛克里奇（Nick）是Art House风格电影短片的导演，导演过得奖电影《早晨到来》（Into the Morning）。马修·毛克里奇（Matthew）是一个男孩乐队Part Six（第六部分）的成功歌手，乐队在德国流行音乐榜上占居多次前十位置。卢克·毛克里奇（Luke）从事戏剧创作，并协助父亲完成过许多戏剧企划，其中包括比尔·毛克里奇的独角戏《石灰悄悄洒下》（Leise Rieselt der Kalk）和《锈迹斑斑》（Rostig, Rostig）。莱昂纳多·毛克里奇（Leonardo）是职业乐手，目前正在完善的布莱顿音乐学院进修。杰莱米·毛克里奇（Jeremy）恐怕是毛可里奇家族最著名的后期之秀了。他主演的一系列电影令他声名鹊起：《爱人遗言》（Die Liebe hat das letzte Wort）和《野鸡》（Die Wilden Hühner）的一、二两部。除了做剧院的工作，杰莱米还和父亲一起在德国最成功和最长的肥皂剧《菩提树大街》（Lindenstraße）中饰演角色。连·毛克里奇（Liam）是波恩地区数家本地服装公司的模特。

## 其他
作曲家、钢琴家罗伯特·舒曼曾在他恩德尼希的家中度过了生命的最后两年。故居在马德琳路（Magdalenenstraße）。他在1856年7月29日死于一個叫 Richarz'schen Heilanstalt 的地方，距离现在的塞巴斯蒂安路（Sebastianstraße）不远。
恩德尼希的北部是马克思·普朗克研究所射电天文研究分所（Max-Planck-Institut für Radioastronomie）。该所于1972年建立。
学生宿舍诸多。受波恩学生管理处（Studentenwerk Bonn）管辖的五处学生宿舍分布在恩德尼希，其中包括最早修建的Am Bleichgraben学生宿舍。

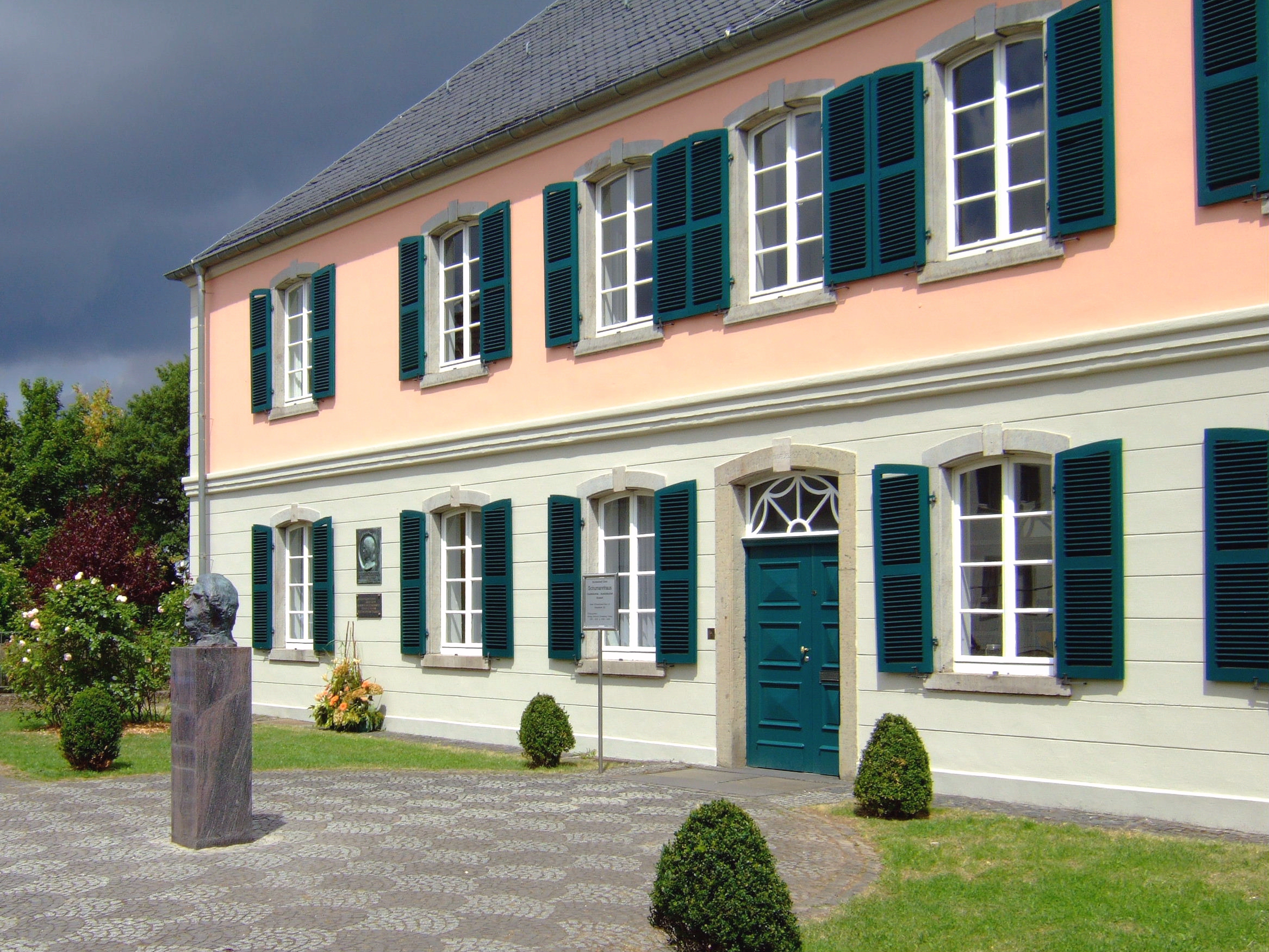
著名作曲家罗伯特·舒曼在马德琳路（Magdalenenstraße）的故居，攝於2006年3月。

## 交通
A565号高速公路从旁经过。
VRS地区公交608，609，610，611，631，800等从恩德尼希中心穿过。